# 全日本卓球選手権大会マスターズの部
全日本卓球選手権大会マスターズの部（ぜんにっぽんたっきゅうせんしゅけんたいかいますたーずのぶ）は日本の卓球の大会。

## 概要
年代別の全日本選手権で30歳代から50歳代までは10歳きざみで、60歳代からは5歳きざみで種目が分かれている。
もともと全日本社会人卓球選手権の年代別として行われていたが、平成10年度からは全日本選手権マスターズの部として開催されるようになった。